# Dreamgirls
Nota: Este artigo é sobre o musical da Broadway. Se procura a adaptação cinematográfica dele, consulte Dreamgirls (filme).
Dreamgirls (Garotas dos [seus] sonhos em português) é uma aclamada peça musical da Broadway, que estreou em 20 de dezembro de 1981 no Teatro Imperial e lá teve 1522 apresentações. Inspirada em astros do R&B como The Supremes, The Shirelles, James Brown, Jackie Wilson entre outros, o musical acompanha a história de um trio de cantoras afro-americanas de Chicago chamado The Dreams, que se tornam superstars. A peça original teve sua música composta por Henry Krieger e letra escrita por Tom Eyen, foi dirigida por Michael Bennett, produzida por Bennett, Bob Avian e pela Geffen Records, e coreografada por Bennett e Michael Peters. Vencedora de seis prêmios Tony, a peça teve no elenco original as lendárias Jennifer Holliday, Sheryl Lee Ralph, Loretta Devine concentrando-se como o trio aclamado pela crítica e entre os demais membros Ben Harney, Cleavant Derricks, Obba Babatunde e Vondie Curtis-Hall.

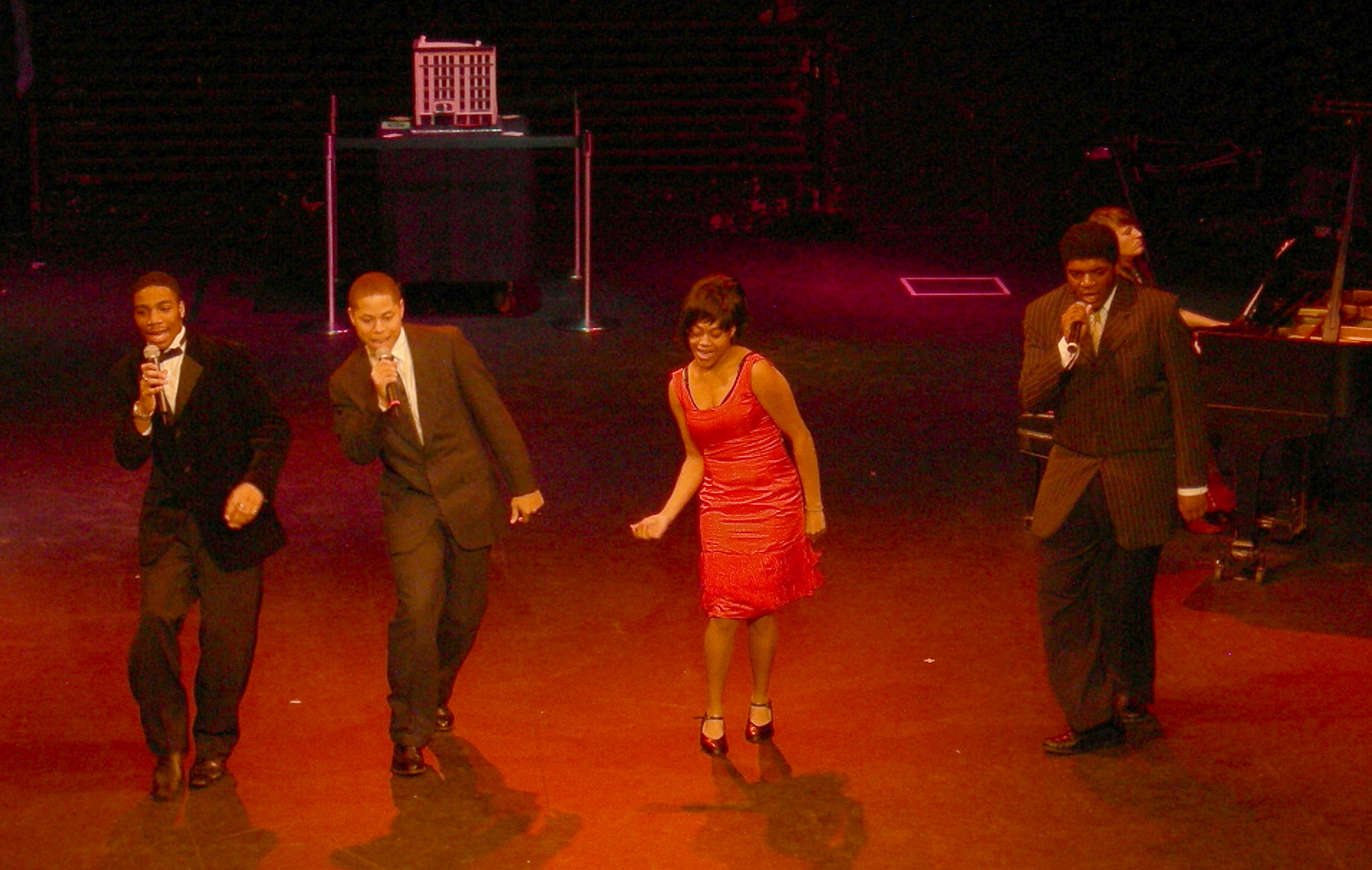
montagem de Dreamgirls em 2007

O musical foi adaptado para o cinema pela DreamWorks e pela Paramount Pictures, e teve sua estréia nos Estados Unidos em 15 de dezembro de 2006. Na versão cinematográfica do musical estrelam as então jovens Jennifer Hudson, Beyoncé Knowles, Anika Noni Rose, Jamie Foxx, Eddie Murphy, Keith Robinson e Danny Glover.
No final de 2016 o musical foi produzido pela primeira vez fora da Broadway, 35 anos depois ele foi para Londres no West End. Estrelando como Effie White a atriz e cantora Amber Riley. O musical já no começo foi considerado 5 estrelas e um dos melhores no West End, juntamente com as criticas positivas e a grande aceitação do publico.

## Sinopse

### Primeiro ato
A história começa em 1962, quando as Dreamettes, um girl group formado por cantoras negras de Chicago, entram numa competição de calouros no Apollo Theatre, o espaço mais tradicional de música negra da cidade de Nova Iorque. As três garotas que fazem parte do grupo são Deena Jones, Lorrell Robinson e a líder Effie White. Na competição as Dreamettes cantam "Move (You're Steppin' on My Heart)", uma canção escrita pelo irmão de Effie, C.C., que as acompanhou até Nova Iorque. Nos bastidores, as garotas e C.C. conhecem Curtis Taylor Jr., um homem do ramo de vendas de carros que acaba se tornando o empresário das Dreamettes. 
Curtis convence ambos James "Thunder" Early (um popular astro da música R&B) e seu empresário, Marty, a deixarem as Dreamettes se tornarem as cantoras de fundo (backing vocals) das canções de James (semelhantes as The Raelettes, backing vocals de Ray Charles e as Ikettes, backing vocals de Ike and Tina Turner). Apesar de Jimmy Early e as Dreamettes (como ficam conhecidos) fazerem bastante sucesso em sua primeira apresentação juntos, Jimmy está desesperado por um novo repertório. O ambicioso Curtis convence Jimmy e Marty de que eles devem se aventurar no mercado da música pop e deixar a tradicional audiência R&B/soul para trás. Então, C.C. escreve a canção "Cadillac Car" para Jimmy Early e as Dreamettes. A canção faz um sucesso moderado no meio pop, mas é uma versão cover por uma banda formada por cantores brancos (Dave e as Sweethearts) é que faz grande sucesso nas emissoras de rádio
Enraivados com o fracasso de "Cadillac Car", Curtis, Marty e C.C. decidem subornar DJs pelo país inteiro para que o próximo single de Jimmy Early e as Dreamettes, "Steppin' to the Bad Side", faça sucesso. Com isso, a canção consegue fazer sucesso, se tornando um enorme hit pop. Marty e Curtis entram em conflito, e para complicar mais as coisas, Effie começa a namorar Curtis e Jimmy, um homem casado, começa a ter um caso com Lorrell.
Marty acaba por se despedir de seu trabalho como empresário de Jimmy, e Curtis toma o lugar dele. Curtis, agora cada vez mais determinado em transformar Jimmy e as Dreamettes nos artistas negros em que todos os brancos já ouviram falar, transforma Jimmy Early num cantor pop na espécie de Perry Como e desassocia as Dreamettes (renomeadas de Dreams) deste. Determinado a transformá-las em reomadas artistas pop, Curtis coloca Deena de voz (e corpo) mais suaves como a cantora principal ao invés de Effie a de voz (e corpo) mais fortes. Effie se sente ressentida ao ser colocada de lado, mas sua raiva se dobra quando as afeições de Curtis também começam a se voltarem à direção Deena.
Durante o curso dos próximos anos, as Dreams fazem enorme sucesso com singles como "Dreamgirls" e "Heavy". Enquanto Deena se torna o centro das atrações da banda, Effie se torna temperamental e imprevisível, e Lorell tenta manter a paz entre as duas. Effie começa a faltar nos shows da banda devido a uma doença (tal doença é mais tarde revelada: Effie está gravida do filho de Curtis), e Curtis e Deena estão convencidos que Effie está tentando sabotar a própria banda da qual faz parte. Em 1969, Curtis coloca uma nova cantora, Michelle Morris, no lugar de Effie antes que qualquer um tenha a oportunidade de informá-la. Effie é deixada de lado, enquanto Deena Jones e as Dreams (como a banda é conhecida agora) continuam a fazer sucesso sem ela.

### Segundo ato
A partir deste ponto, a história avança cinco anos, até o início da década de 1970. Deena Jones e as Dreams se tornou a banda feminina de maior sucesso dos Estados Unidos. Deena se casou com Curtis, e C.C. está apaixonado por Michelle. Apesar de ser uma estrela internacional, Deena não se interessa mais pela carreira musical. Tudo que ela quer fazer é ir ao cinema, e sonha em se tornar uma atriz de sucesso. No entanto, Curtis controla todos os aspectos da vida de Deena e recusa em deixá-la se tornar atriz.
Enquanto isso, Effie retornou a Detroit e se tornou uma mãe solteira (da menina Magic) e tenta uma carreira solo. Marty, agora o empresário dela, se torna o principal confidente dela e a ajuda a reconstruir sua confiança. Jimmy já não faz mais tanto sucesso quanto antes, e vive irritando Curtis ao adicionar canções da música funk ao seu repertório ao invés das canções pop. Jimmy ainda trai a esposa com Lorrell. Percebendo que nada irá mudar, Lorrell deixa Jimmy, um pouco antes de Curtis se demitir como o empresário dele, logo depois de Jimmy ter um surto no meio da apresentação em rede nacional do programa comemorativo de 10 anos da Rainbow (a gravadora de Curtis), onde Jimmy começa a tirar a própria roupa. Curtis, embora tivesse despedido Jimmy, oferece ajuda, a qual o ressentido e orgulhoso Jimmy recusa.
C.C. se torna a próxima pessoa cuja vida é afetada por Curtis. C.C. compôs uma balada intitulada "One Night Only" para as Dreams, no entanto Curtis rearranja a composição e a transforma em uma canção dançante (que ele espera apresentar como sendo um "novo som": a música disco). Michelle convence C.C. a ir até sua irmã Effie, desculpar-se, e deixá-la gravar a canção, o que ele faz. A versão de Effie de "One Night Only" começa a fazer sucesso, o que faz com que o enraivado Curtis apresse o lançamento da versão de Deena Jones e as Dreams, apenas para que possa usar suborno para que a versão de Deena e as Dreams faça mais sucesso do que a de Effie. Effie, C.C. e Marty descobrem o esquema de Curtis e o confrontam, ameaçando usarem recursos legais em cima dele. Enquanto Curtis se encontra com o advogado de Effie para reverter o mal que causou à Effie, Effie e Deena fazem as pazes, e Deena finalmente encontra coragem para deixar Curtis e viver sua própria vida.
A história acaba com um final feliz para todos. A versão de Effie de "One Night Only" se transforma no single de maior sucesso do país. As Dreams terminam para que Deena possa tentar uma carreira no cinema. Para o último número do concerto de despedida das Dreams, Effie se reúne às outras quatro membros da banda e elas cantam a canção de maior sucesso da banda - "Dreamgirls" - pela última vez. Enquanto escuta a letra de "Dreamgirls", Curtis percebe que Magic é sua filha.

## Números Musicais

### Primeiro ato
- "I'm Looking For Something" - The Stepp Sisters
- "Goin' Downtown" - Little Albert & the Tru-Tones
- "Takin' the Long Way Home" - Tiny Joe Dixon
- "Move (You're Steppin' on My Heart)" - The Dreamettes
- "Fake Your Way to the Top" - James "Thunder" Early e as Dreamettes
- "Cadillac Car" - Curtis, Jimmy, C.C., Marty e The Company
- "Cadillac Car (On the Road)" - The Company
- "Cadillac Car (Recording Studio)" - The Company
- "Cadillac Car" (Reprise) - Dave & the Sweethearts
- "Steppin' to the Bad Side" - Curtis, C.C., Wayne, Marty, Jimmy & the Dreamettes and the Company
- "Party, Party" - The Company
- "I Want You Baby" - Jimmy & the Dreamettes
- "Family" - C.C., Curtis, Jimmy, Deena, and Lorrell
- "Dreamgirls" - The Dreams
- "Press Conference" - The Company
- "Heavy" - The Dreams
- "Driving Down the Strip" - Jimmy, Deena, Lorrell, C.C., Effie, Michelle
- "It's All Over" - Curtis, Effie, Deena, Lorrell, C.C., Michelle, and Jimmy
- "And I Am Telling You I'm Not Going" - Effie
- "Love Love You Baby" - Deena Jones & the Dreams

### Segundo ato
- "Dreamgirls (Reprise)" or "Dreams Medley" - Deena Jones & the Dreams
- "I Am Changing" - Effie
- "One More Picture Please" - The Company
- "When I First Saw You" - Curtis and Deena
- "Got to Be Good Times" - The Four Tuxedos
- "Ain't No Party" - Lorell and Jimmy
- "I Meant You No Harm/Quintette" - Jimmy, Deena, Lorrell, C.C., Michelle
- "Jimmy's Rap" Jimmy, C.C., Marty, Curtis, Frank, Lorrell and The Company
- "I Miss You Old Friend" - Les Style
- "Effie, Sing My Song" - C.C. and Effie
- "One Night Only" - Effie
- "One Night Only (Disco Version)"-  Deena Jones & the Dreams
- "I'm Somebody" - Deena Jones & the Dreams
- "Faith in Myself" - Effie White
- "Hard to Say Goodbye, My Love" Deena Jones & the Dreams
- "Dreamgirls" (Finale) - The Dreams

## Prêmios e indicações

### Prêmios Tony
Prêmios:
- Melhor história de um musical (Tom Eyen)
- Melhor ator principal de um musical (Ben Harney)
- Melhor atriz principal de um musical (Jennifer Holliday)
- Melhor ator coadjuvante de um musical (Cleavant Derricks)
- Melhor coreografia (Michael Bennett & Michael Peters)
- Melhor design de iluminação (Tharon Musser)

Indicações:
- Melhor musical
- Melhor diretor de um musical (Michael Bennett)
- Melhor atriz principal de um musical (Sheryl Lee Ralph)
- Melhor ator coadjuvante de um musical (Obba Babatunde)
- Melhor trilha-sonora de um musical (Henry Kreiger & Tom Eyen)
- Melhor design cênico (Robin Wagner)
- Melhor figurino (Theoni V. Aldredge)

### PrêmiosGrammy
- Melhor álbum de uma peça da Broadway - vencedor
- Melhor performance feminina de R&B (Jennifer Holliday - "And I Am Telling You I'm Not Going") - vencedor